# Palacio Nuevo (Belgrado)
El Palacio Nuevo (en serbio Novi Dvor/Нови Двор) fue una residencia real de la Casa Real de Karađorđević de Serbia y el posterior Reino de Yugoslavia. Actualmente es la sede del Presidente de Serbia. El palacio se sitúa en la plaza Andrićev Venac de Belgrado, la capital de Serbia, frente al Palacio Viejo (Stari Dvor).

## Historia

### La construcción del Palacio
El Nuevo Palacio Real, construido como nueva residencia de la dinastía Karađorđević es la última edificación del conjunto palaciego en Terazije y junto con el Antiguo Palacio Real  a su lado, que representa su equivalente arquitectónico - visual, y con el edificio del Parlamento Nacional, forma parte del complejo más importante de edificios públicos de Belgrado y de Serbia. De acuerdo con el proyecto inicial del arquitecto Aleksandar Bugarski de los años ochenta del siglo XIX, el Nuevo Palacio Real del heredero debía ser un ala del conjunto palaciego ideado de manera ambiciosa. Según aquel plan, la parte central del conjunto la iba a ocupar el palacio real, que debía ser construido en el lugar de la Antigua residencia (anteriormente el edificio Simić). El ala izquierda sería el Antiguo Palacio Real erigido en 1884, mientras el palacio real del heredero ocuparía el sitio en el que ya desde la mitad de los setenta del siglo XIX había estado el palacio de Mihailo Obrenović. Aunque se considera que el proyecto del palacio del príncipe Mihailo, en estilo de arquitectura romántica, fue obra del arquitecto Kosta Šreplović, algunas fuentes afirman que él supervisó las obras finales de la construcción mientras que los proyectos probablemente fueran elaborados por Jovan Frencl y Josif Kasano, los arquitectos más conocidos de la Agencia principal de construcciones. A la hora de construir este edificio, ya era perceptible la idea de organizar el espacio del conjunto palaciego como una construcción de tres elementos. Sin embargo, el príncipe Mihailo nunca vivió en este edificio sino en la Antigua residencia y decidió que el nuevo edificio fuera sede del Ministerio de Asuntos Exteriores e Interiores.
La idea de construir el Nuevo Palacio Real surgió después de los acontecimientos de mayo en 1903 y tras el derribo de la Antigua residencia al año siguiente, donde había sido instalada la residencia real hasta el momento. El rey Petar I Karađorđević, al llegar al trono, se alojó en el Antiguo Palacio Real de los Obrenović, que antes no había sido utilizado como residencia sino para actos representativos del monarca. Puesto que el inmueble del Antiguo Palacio Real no era adecuado para una estancia permanente de la familia real, era necesario solucionar el problema construyendo una nueva residencia.
La construcción del nuevo palacio real para el heredero, Aleksandar I Karađorđević, se inició en 1911, siguiendo el proyecto de Stojan Titelbah (1877-1916), un destacado constructor serbio de principios del siglo XX. Hoy en día, el Nuevo Palacio Real representa su único trabajo conocido que realizó como arquitecto del Ministerio de Construcción. La construcción se completó en 1914 pero ya durante la Primera Guerra Mundial sufrió daños considerables. La reforma completa se realizó entre 1919 y 1922, bajo la supervisión de un comité, especialmente formado, que a la vez se ocupaba de la reconstrucción del Antiguo Palacio. El comité, que se encargó de una completa renovación del futuro hogar del rey y a la vez sede de la Oficina del mariscal del palacio, lo formaban, entre otros, el pintor Uroš Predić y los arquitectos del Ministerio de Construcción- Petar Popović y Momir Korunović. En junio de 1922, cuando el rey Aleksandar I Karađorđević y la reina Marija se instalaron en el inmueble, el Nuevo Palacio Real llegó a ser la oficial residencia real.

### Aspecto original del Palacio
Teniendo su equivalente particular en el Antiguo Palacio Real, el diseño arquitectónico del Nuevo Palacio subraya la idea de complementar históricamente el conjunto palaciego. De esta manera se destacó la necesidad de rematar espacial y simbólicamente un todo que refleja la propia idea del estado. El edificio de dos plantas fue diseñado en estilo academicista, con elementos estilísticos tomados predominantemente de la arquitectura del Renacimiento y del Barroco.

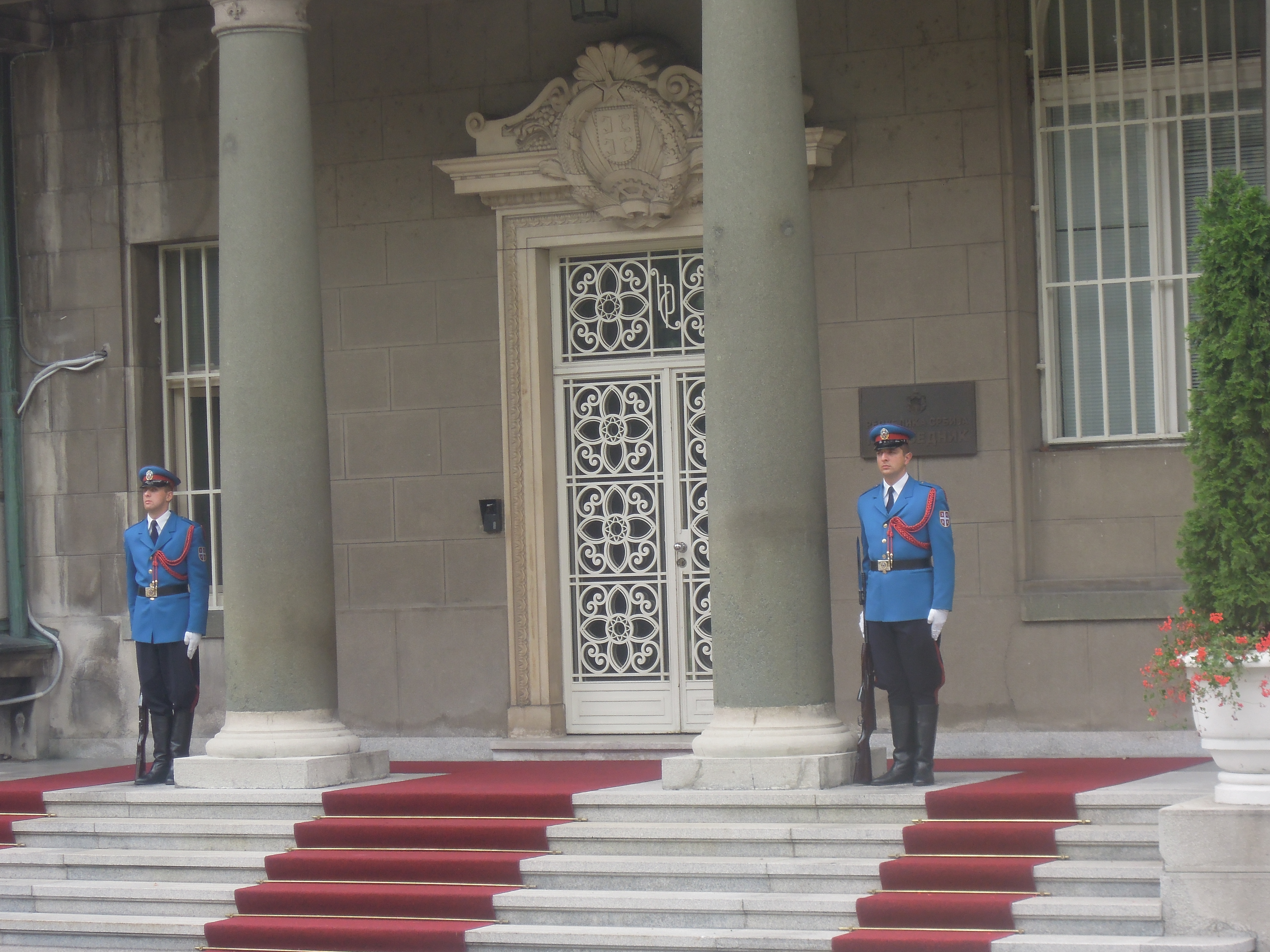
Guardia de honor

### El aspecto actual del Palacio
La fachada más emblemática da al jardín y el resalte lateral se modeló en forma de una torre con cúpula, similar al diseño utilizado en el edificio del Antiguo Palacio. Se consiguió, de esta manera, la armonía del complejo palaciego y la simetría del contorno del conjunto. En la división de las fachadas, la parte central la protagonizan la planta baja y el primer piso, diseñados como un todo, el semisótano fue ejecutado en estilo rústico mientras que el segundo piso tuvo un trato independiente, con un sistema discreto en la división de los espacios de fachada y ornamentos arquitectónicos más sobrios. La diversidad de la fachada principal se consiguió marcando los resaltes laterales y centrales, en cuyo centro se posicionó la entrada principal, señalada con un atrio ovalado. De acuerdo con la función del edificio, los símbolos heráldicos tuvieron un papel importante en la decoración de las fachadas. En la luneta del resalte central se ubicaba el blasón completo de la dinastía real de los Karađorđević, majestuosamente modelado. El punto más alto y a la vez más dominante del Nuevo Palacio – la torre con cúpula y aguja en cuya punta se encontraba la figura de bronce del águila bicéfala a punto de volar, constituye el principal elemento arquitectónico que une las fachadas de las calles Kralja Milana y Andrićev venac. Junto a las insignias heráldicas, recobra una especial importancia la composición colocada al extremo del resalte lateral, bajo cúpula, representando dos idénticos, simétricamente dispuestos escudos con cruz y cuatro aristas, es decir una parte del blasón del Reino de Serbia, posteriormente un segmento integral del escudo de armas del Reino de Yugoslavia. El motivo central de la composición de la fachada que da a la calle Andrićev venac, es el resalte arqueado sobre cuyo ático se encontraba la monumental composición decorativa con el escudo en el centro.
La distribución de espacios del edificio del Nuevo Palacio Real fue determinada en el proyecto de 1911 correspondiendo a la función del inmueble. En la planta baja se encontraba la sala de actos y el comedor mientras que la parte que da a la calle Kralja Milana estaba destinada a la acomodación de invitados distinguidos, los dos pisos servían de vivienda a la familia real. En el proyecto del Nuevo Palacio no se había previsto un sitio para la cocina sino que la casa adosada, al estilo Šumadija, hacía las veces de cocina y estaba comunicada con el semisótano del palacio mediante un túnel. El completo decorado y muebles exquisitos del interior se encargaron a la empresa francesa Bézier. Una especial atención se prestó a la decoración del vestíbulo, la sala de actos, el comedor, la habitación bosnia, los salones japonés e inglés y los aposentos destinados al rey y la reina.
La parte integral del conjunto palaciego y el elemento que unía el antiguo con el nuevo edificio era la verja con portones y puestos de guardia que separaban los palacios y sus jardines de la calle Kralja Milana. Una función similar la tenía el edificio de la Guardia Real, cuya renovación y reforma de la fachada en 1919/20, corrieron a cargo del arquitecto Momir Korunović, resaltando la unidad estilística y urbanística de los palacios. Las puertas tipo arco de triunfo, con relieves decorativos e insignias heráldicas, el edificio arqueado de la Guardia Real, al igual que el jardín diseñado a nivel y con una fuente entre los palacios, daban un aire representativo y solemne al conjunto.

### Museo Príncipe Pavle
El Nuevo Palacio Real fue residencia oficial del rey entre 1922 y 1934, cuando, después de la mudanza de la familia real al recién construido palacio en Dedinje, según el deseo del rey Aleksandar, acogió el Museo Real, denominado más tarde Museo Príncipe Pavle. El Museo fue una de las instituciones de cultura más importantes en el reino y según la opinión de los contemporáneos, pertenecía a los museos más modernos de Europa. El aspecto más relevante del Museo Príncipe Pavle fue la propia manera de presentación de obras. En la planta baja se exhibían objetos de cultura material del período prehistórico, la Antigüedad clásica y la Edad Media; la primera planta estaba reservada para los monumentos de historia nacional y el arte yugoslavo del siglo XIX; en la segunda planta se hallaba la colección del arte contemporáneo europeo, de la que formaban una parte importante las obras de artistas nacionales. El Museo Príncipe Pavle permaneció en el edificio del Nuevo Palacio hasta 1948, cuando este cambió de uso a consecuencia de un nuevo régimen político.

### Cambio de la apariencia

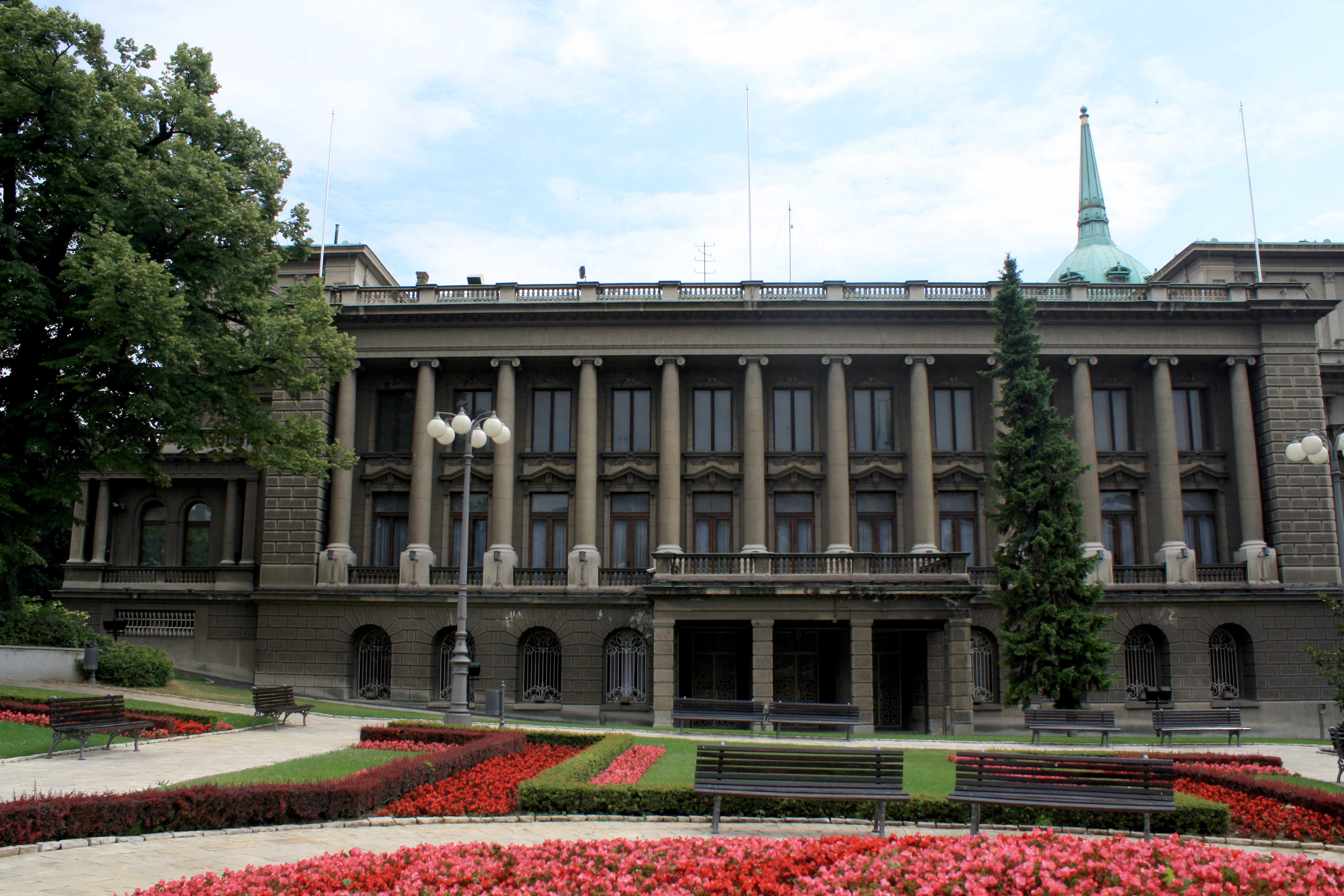
Palacio Nuevo, Belgrado

Después de la Segunda Guerra Mundial, la reconstrucción del Antiguo y del Nuevo Palacio Real y su nuevo uso estaban relacionados con un proyecto más amplio de la transformación de los antaño palacios reales en las sedes administrativas del estado y de la república. A fin de conectar el anterior conjunto palaciego con el edificio del Parlamento Nacional se eliminó la verja, se derribó el edificio de la Guardia Real y el jardín palaciego fue convertido en el actual Pionirski park (Parque de los pioneros). En el período entre 1948 y 1953, de acuerdo con el proyecto del arquitecto Milan Minić, se realizaron las obras de reconstrucción y rehabilitación del previo Nuevo Palacio, para el uso de la Presidencia del Gobierno de la República Popular de Serbia (NRS). Se amplió el edificio añadiendo una gran sala de actos con un vestíbulo de acceso. La fachada que daba al Antiguo Palacio fue completamente modificada, distinguiéndose por una hilera de columnas jónicas mientras que los frontones adyacentes y el diseño original se conservaron en las fachadas con vistas a las calles Kralja Milana y Andrićev venac. Conforme a los cambios en el Antiguo Palacio, el nuevo acceso al Nuevo Palacio se construyó en el lado oriental, orientado hacia Pionirski park mientras que las insignias heráldicas fueron sustituidas por los símbolos del nuevo estado. En el interior, se decoró cuidadosamente la parte añadida, la cual fue adornada con las obras de artistas yugoslavos de mayor prestigio – Toma Rosandić, Petar Lubarda, Milica Zorić etc.
Desde 1953 hasta hoy, el edificio del Nuevo Palacio ha albergado los más altos organismos de la república. En él se habían instalado la Junta ejecutiva de NRS, el Parlamento de NRS, la Presidencia de la República Federal de Serbia (SRS) y durante más tiempo ha sido la sede del presidente de la República de Serbia. Actualmente, el Nuevo Palacio, junto con los monumentos y edificios que lo rodean, representa uno de los ambientes más valiosos del casco histórico de Belgrado. Gracias a su valor histórico, cultural, social y arquitectónico-urbanístico, se declaró monumento de cultura en 1983. (“Boletín Oficial de Belgrado” No. 4/83).

## Galería

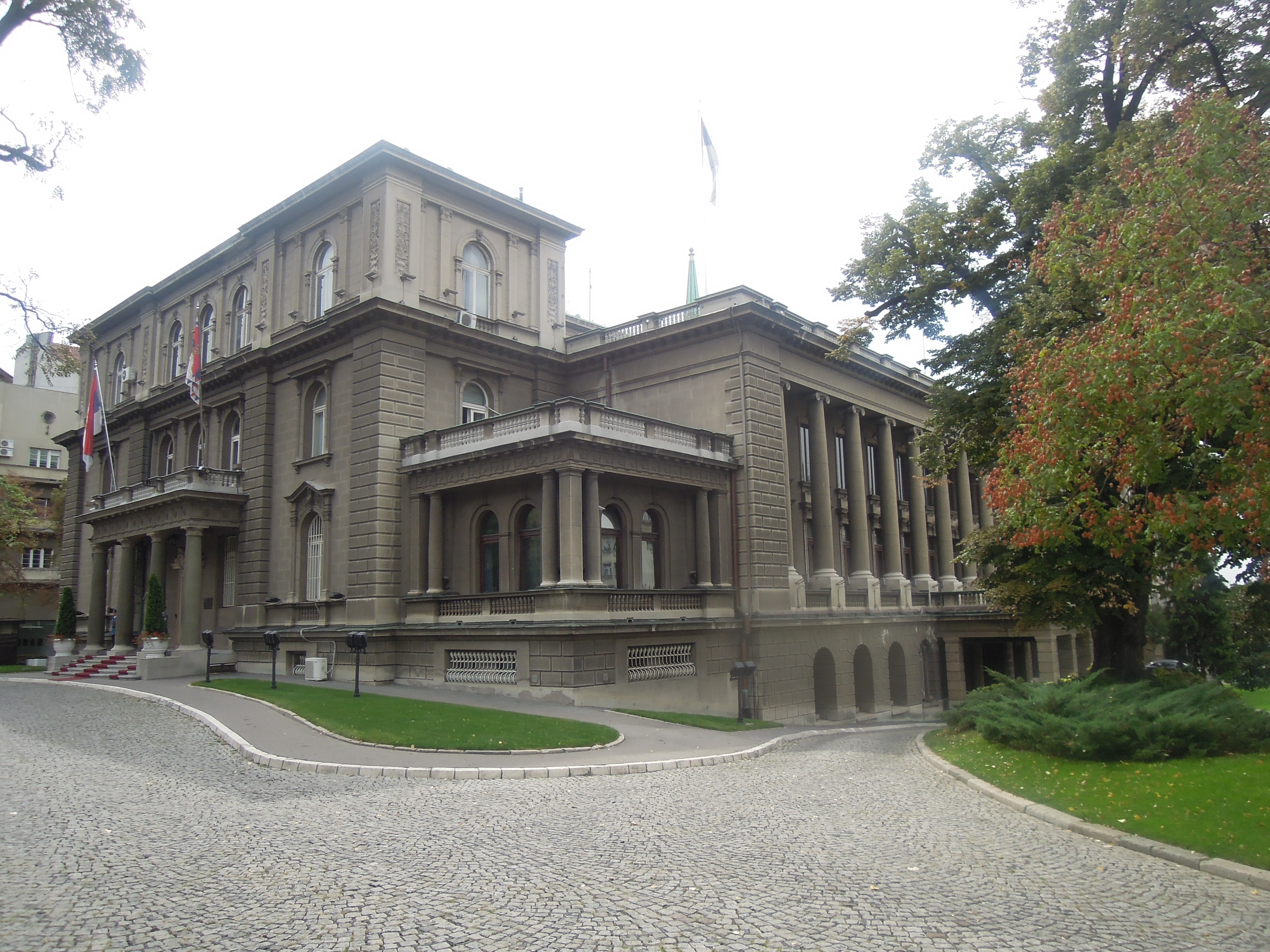
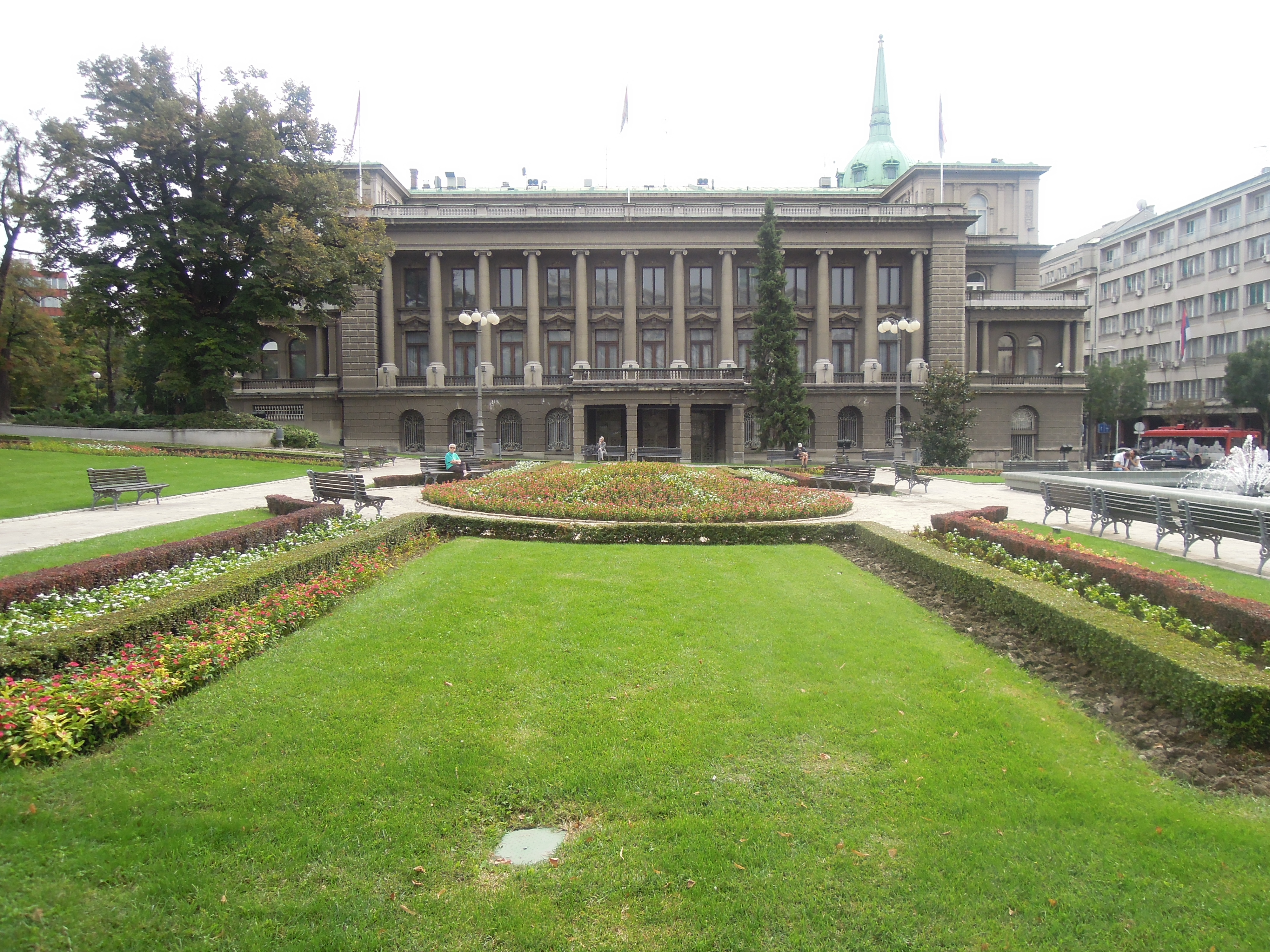
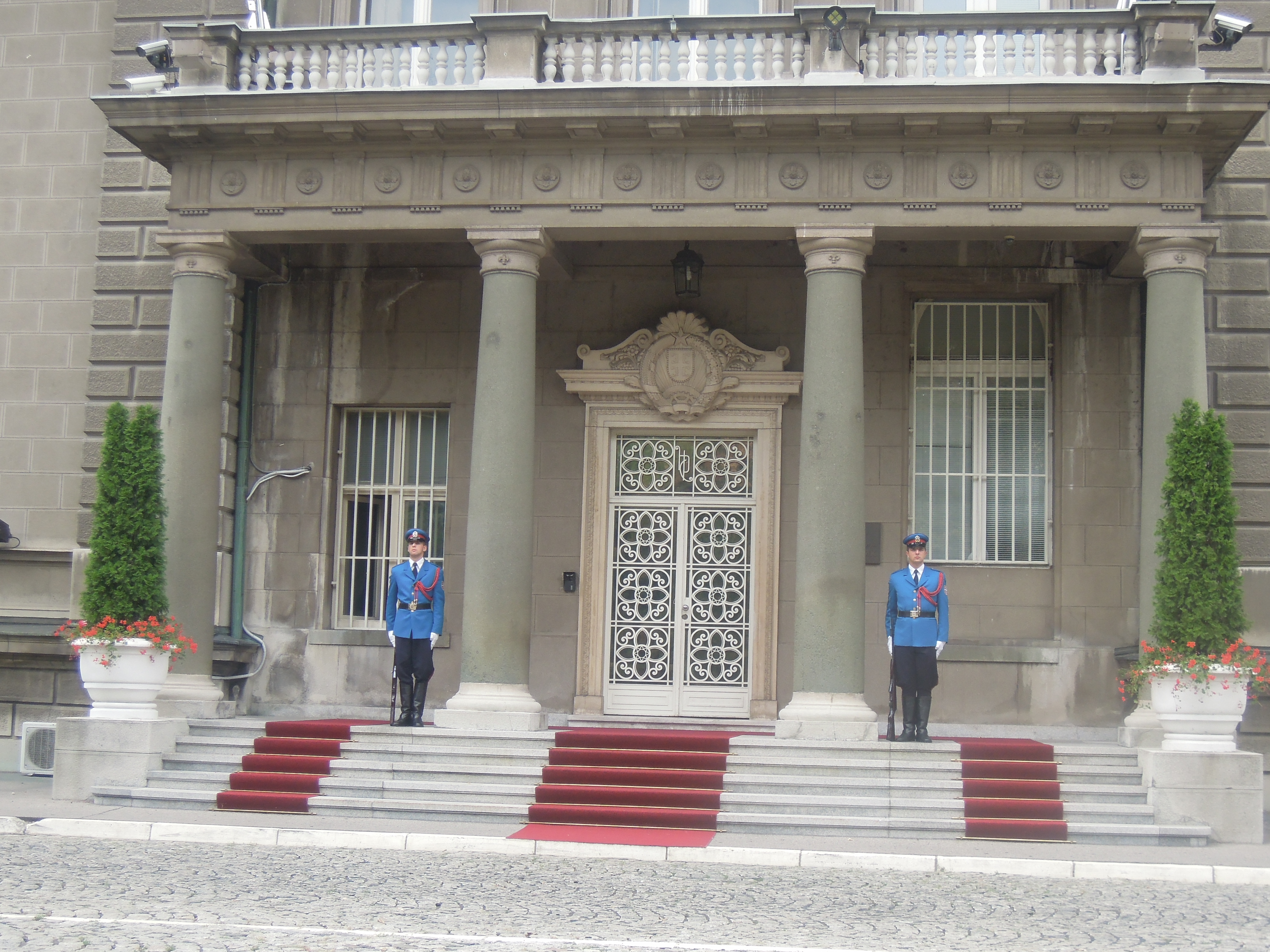
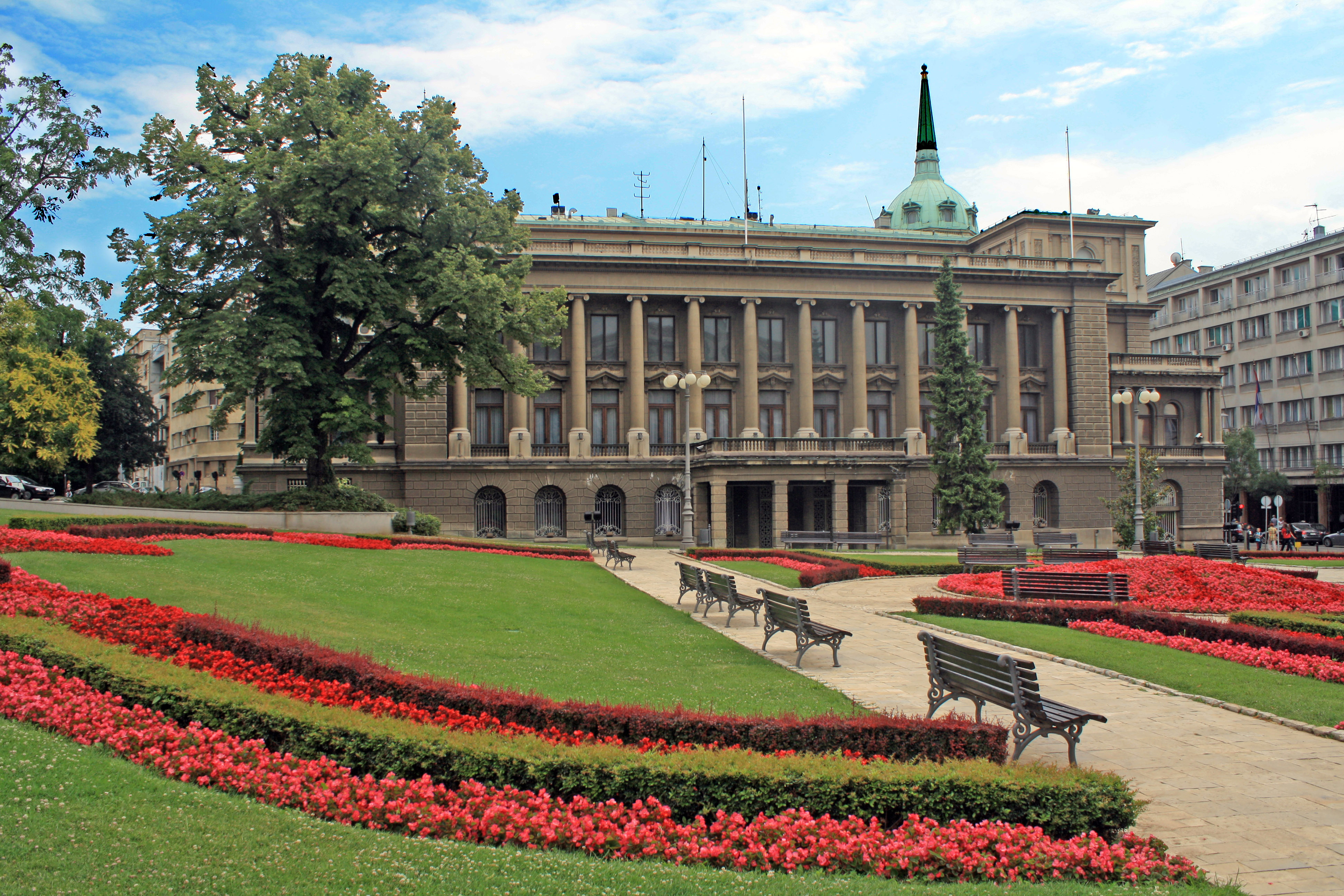
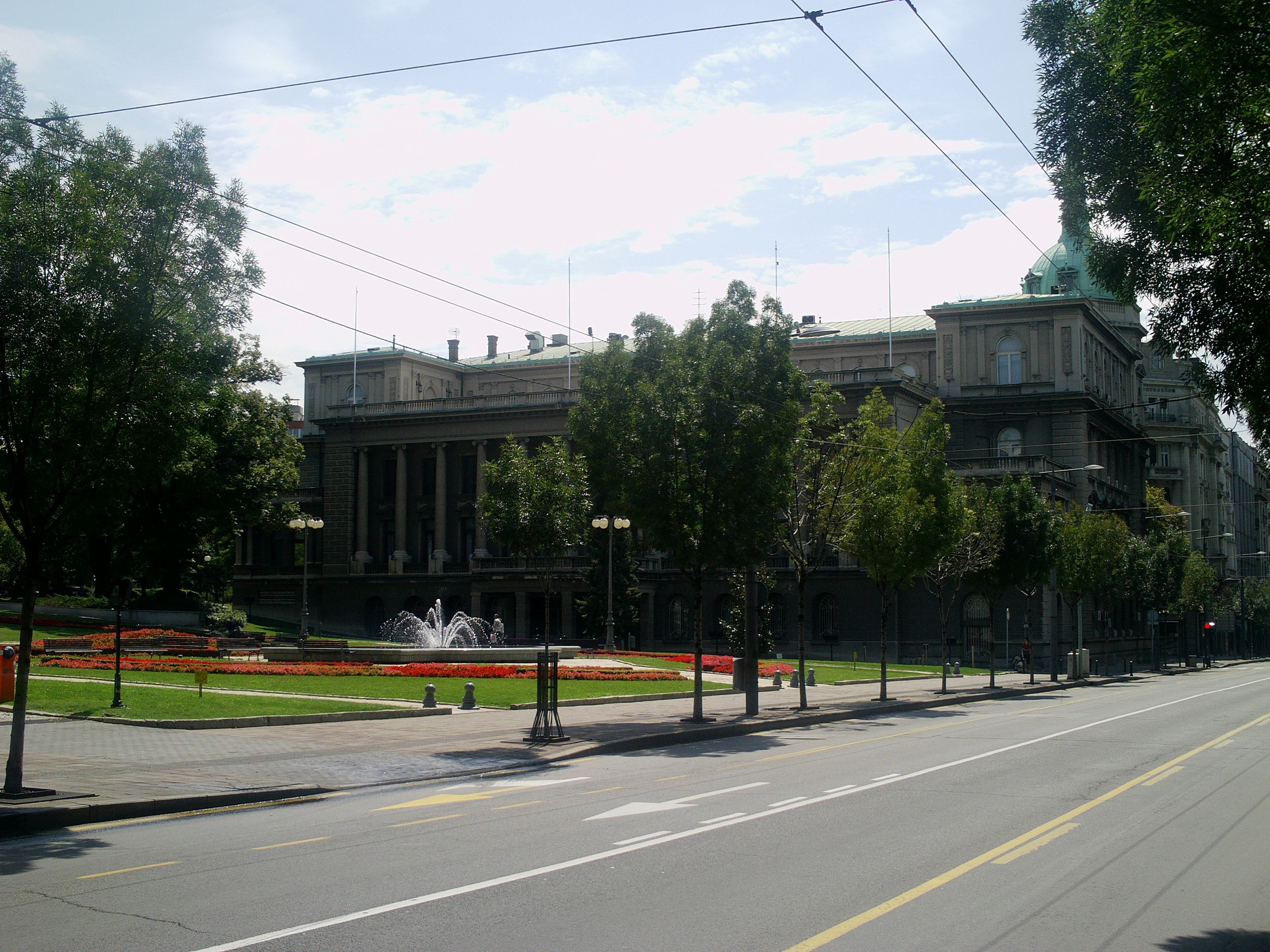
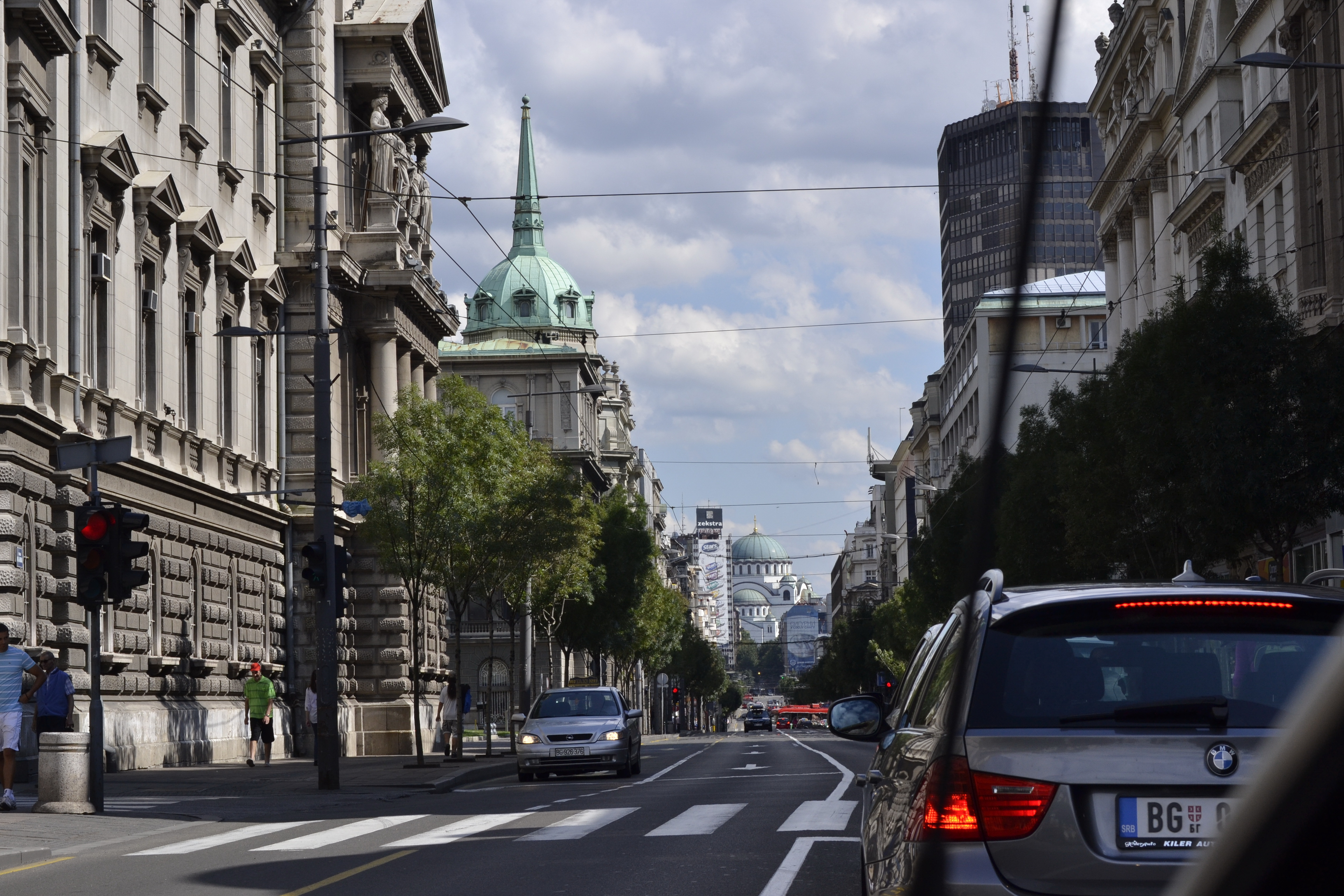
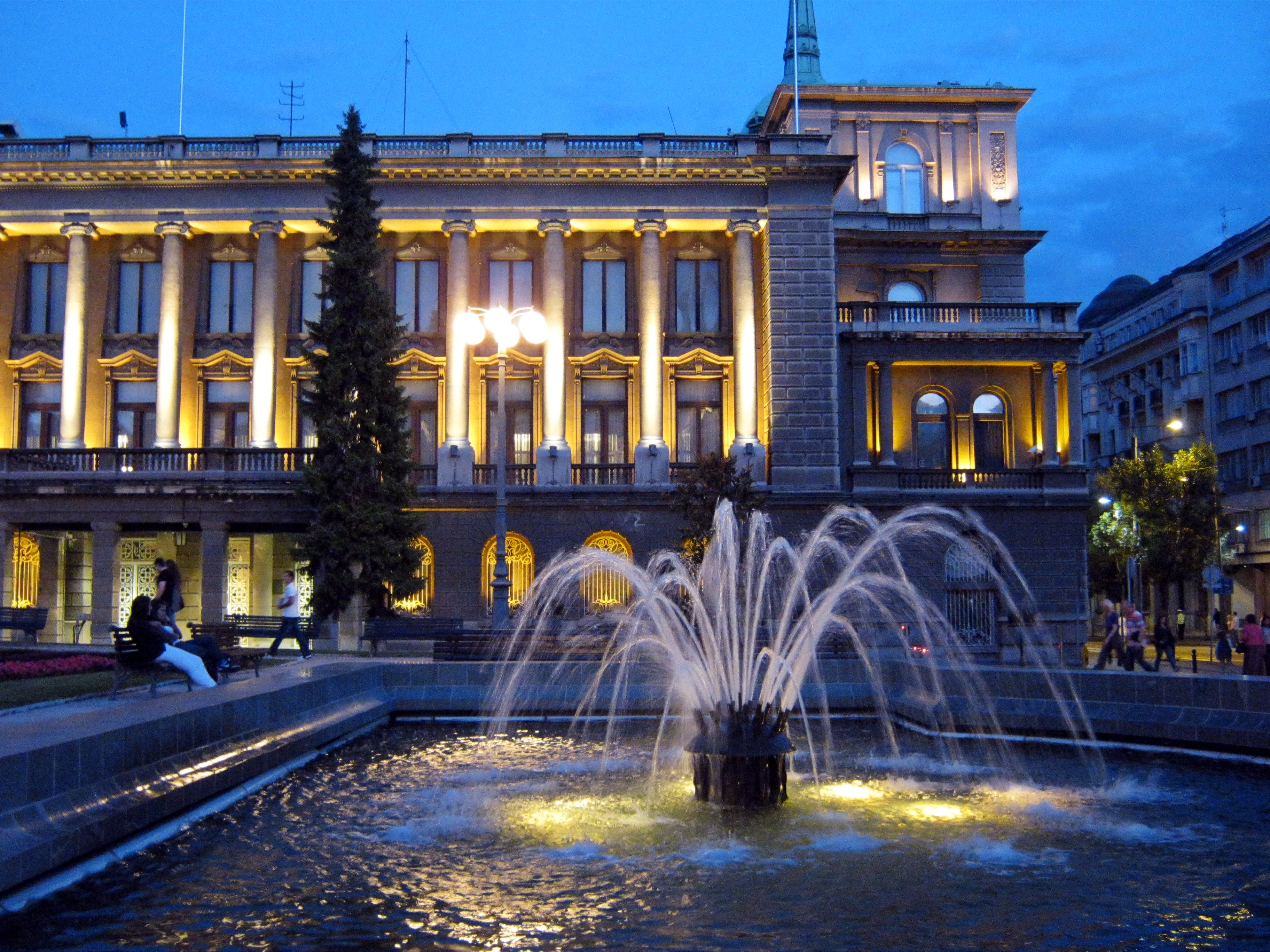
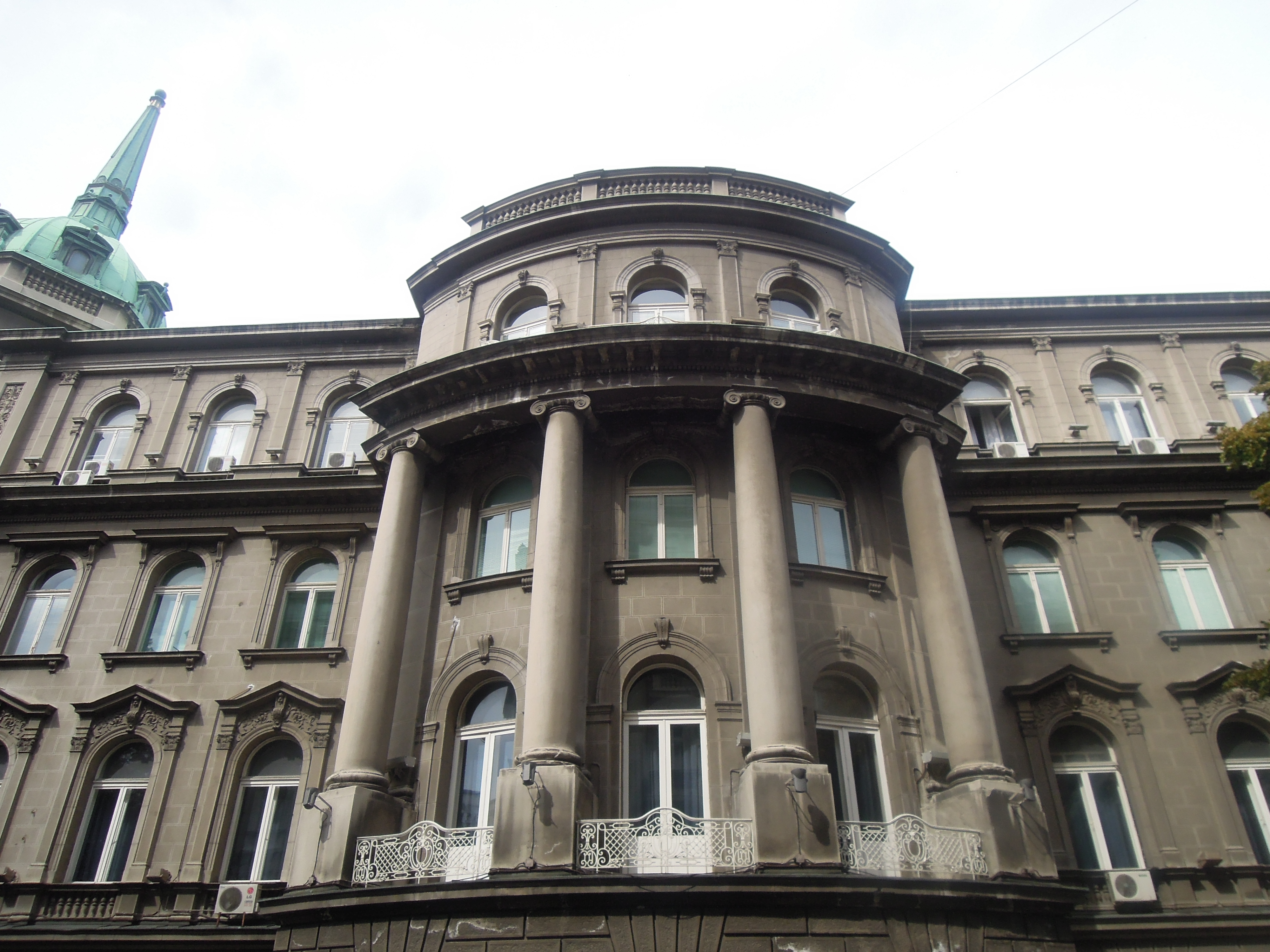
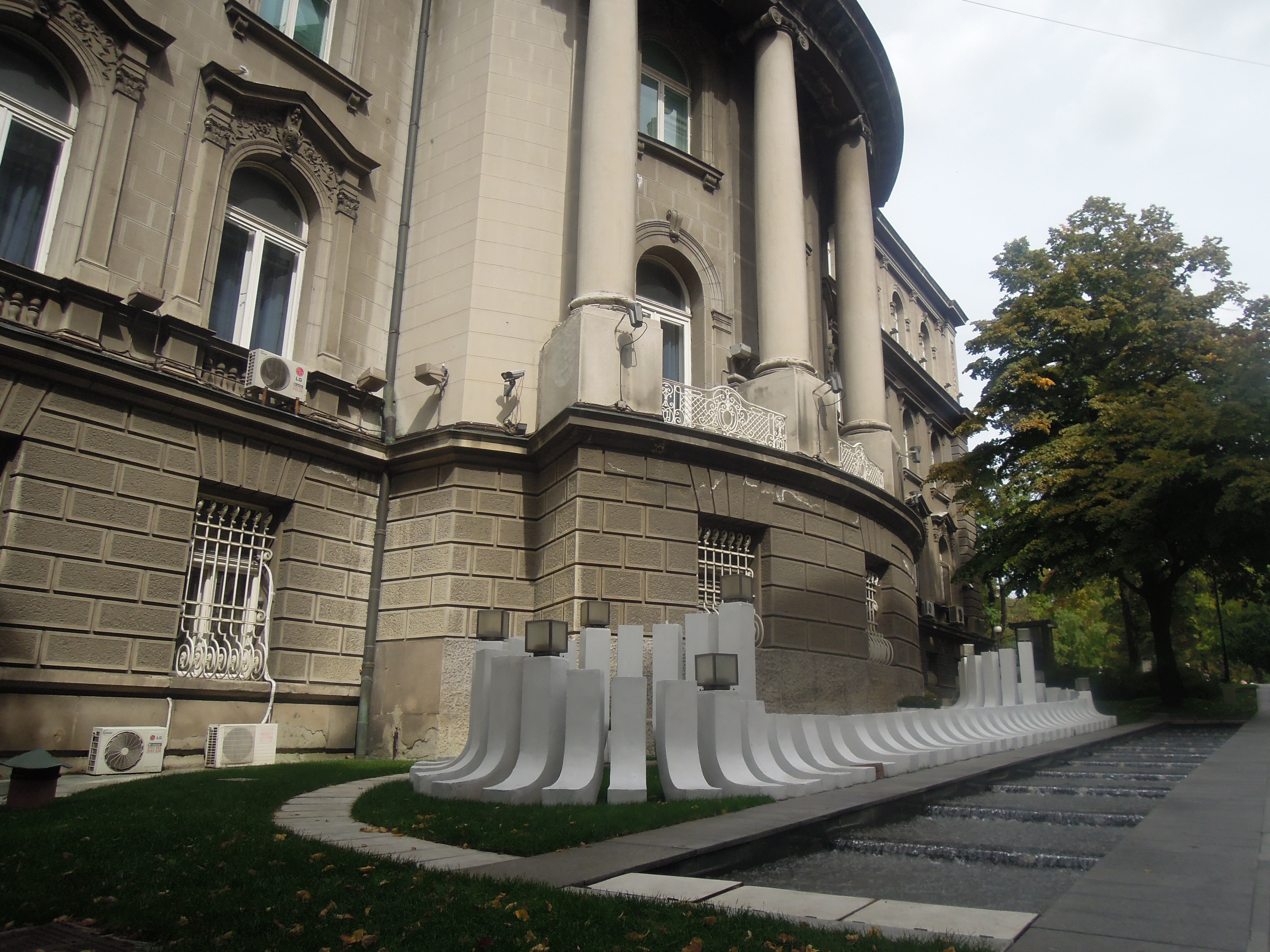
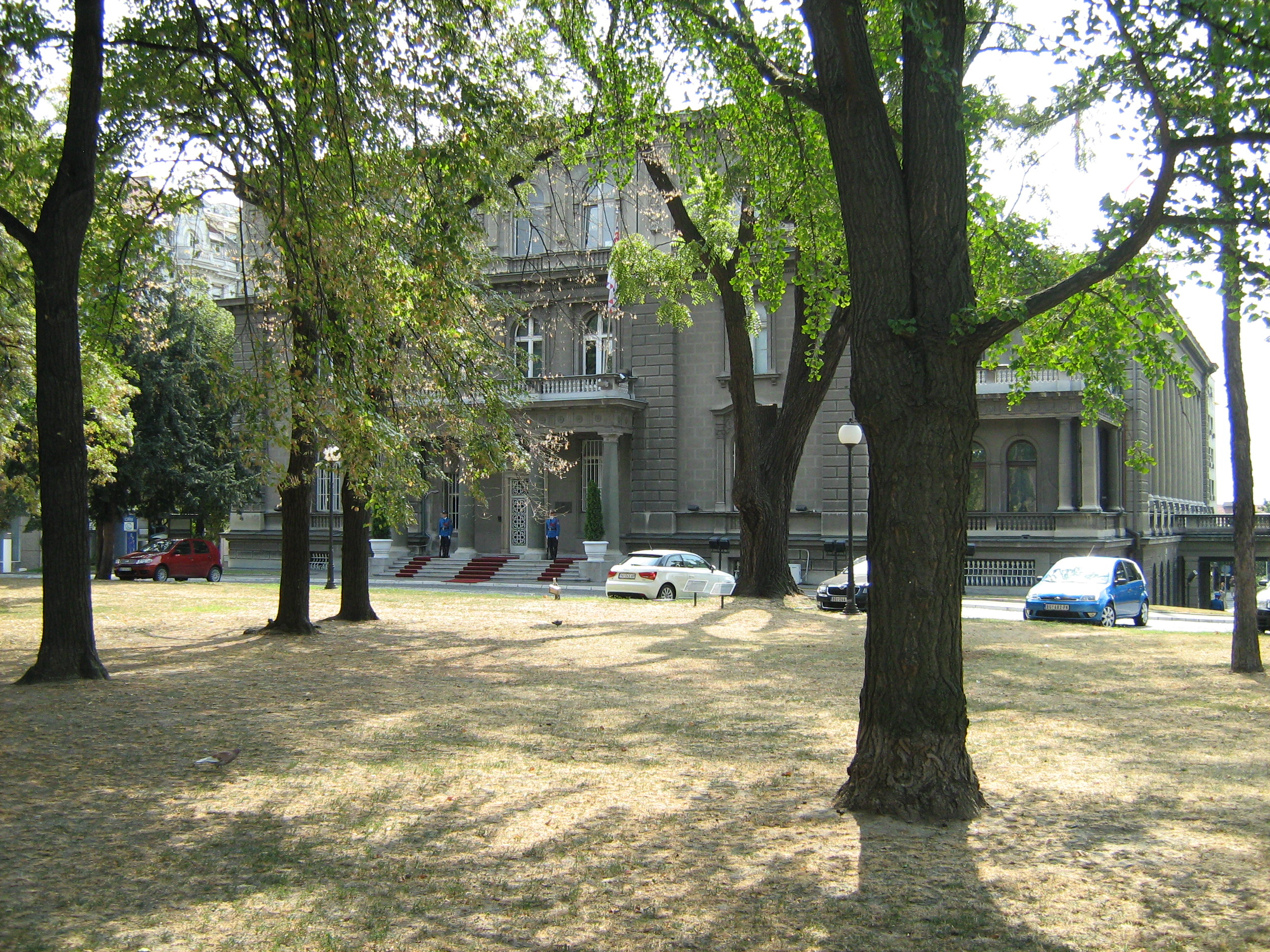